# Culture du lac de Mondsee
Objets typiques
Céramique ornée de piqûres
La culture du lac de Mondsee est une culture archéologique du Néolithique moyen, qui s'est développée au nord des Alpes, en Haute-Autriche et dans la région de l'actuelle Salzbourg, d'environ 3 600 à 2 900 ans av. J.-C.

## Historique
Cette culture néolithique fut ainsi baptisée après la découverte au XIXe siècle de vestiges archéologiques au bord du lac de Mondsee.

## Habitat
Les vestiges d'habitations consistent en pieux de fondation, ou palafittes, typiques d'un habitat lacustre.

## Mode de subsistance
Le site était occupé par des cultivateurs et des éleveurs d'animaux domestiques (bœufs, moutons, porcs et chèvres).

## Objets
L'outillage de pierre polie est extrêmement développé et spécialisé.
On trouve sur les poteries une ornementation faite de piqûres profondes remplies d'une pâte de chaux. En outre, quelques objets en cuivre montrent que les hommes de Mondsee savaient travailler les métaux à bas point de fusion.
Le site se trouvait apparemment sur l'une des routes de l'ambre en  provenance de la mer Baltique.

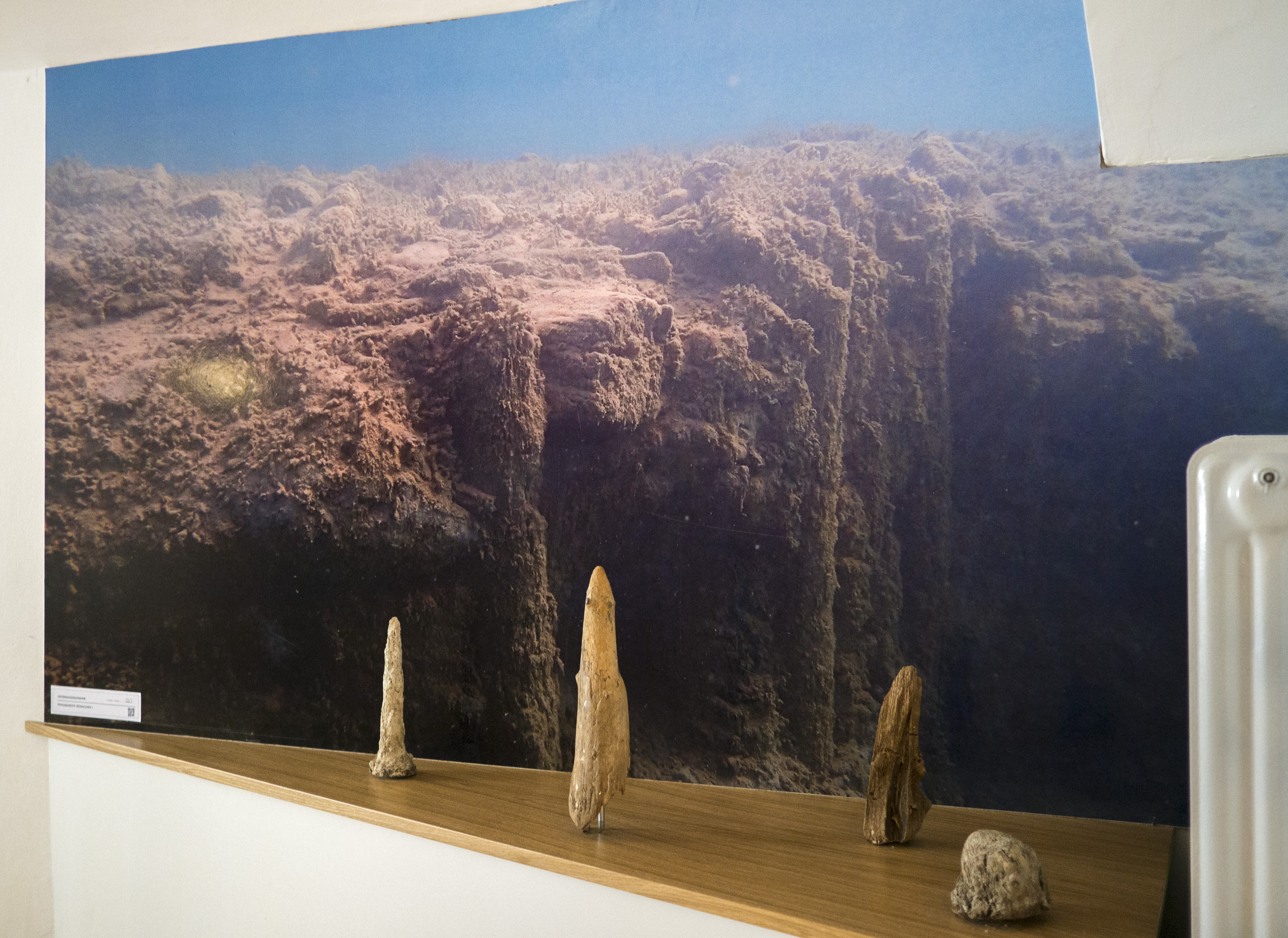
Vestiges de palafittes
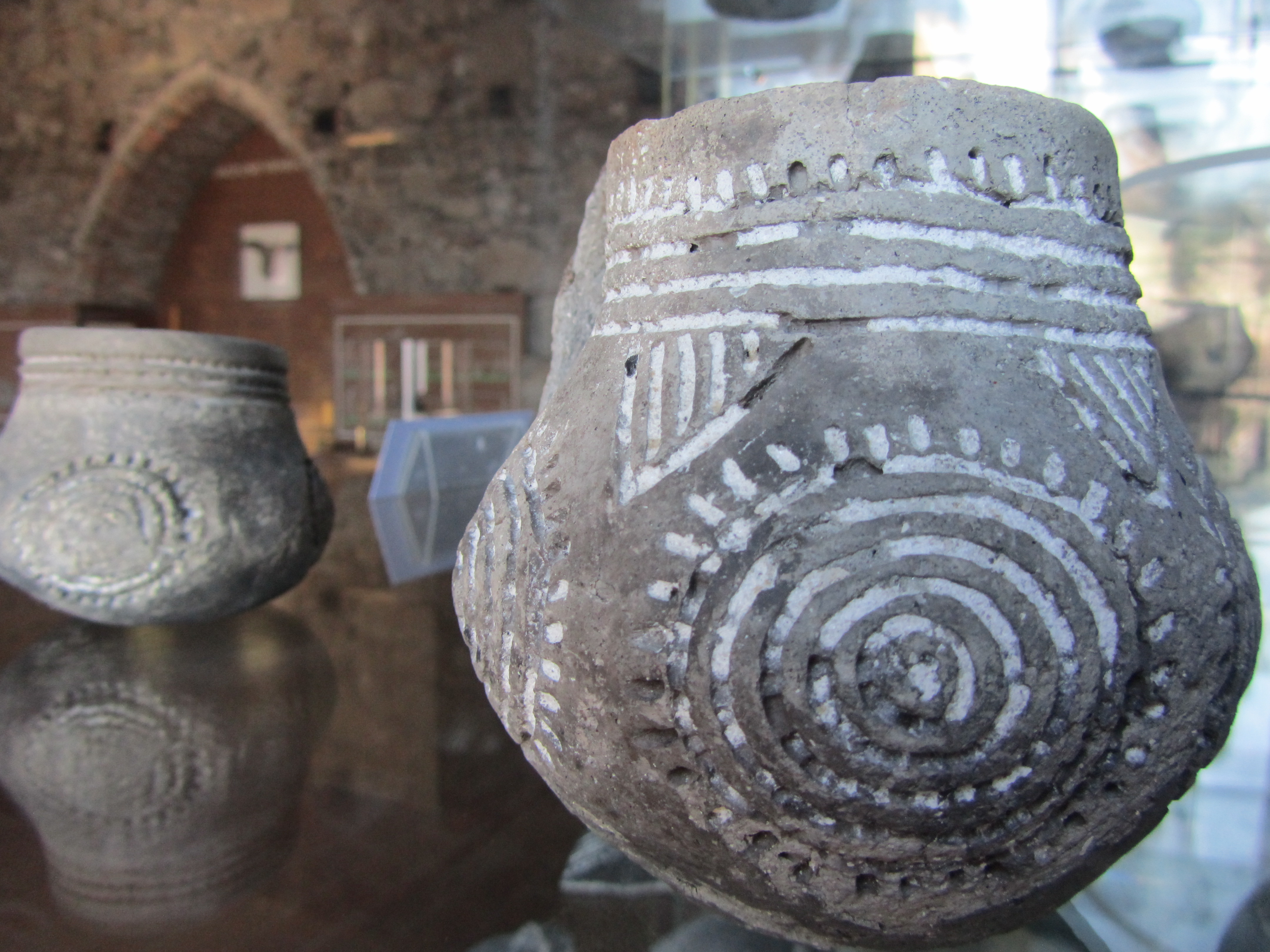
Poterie
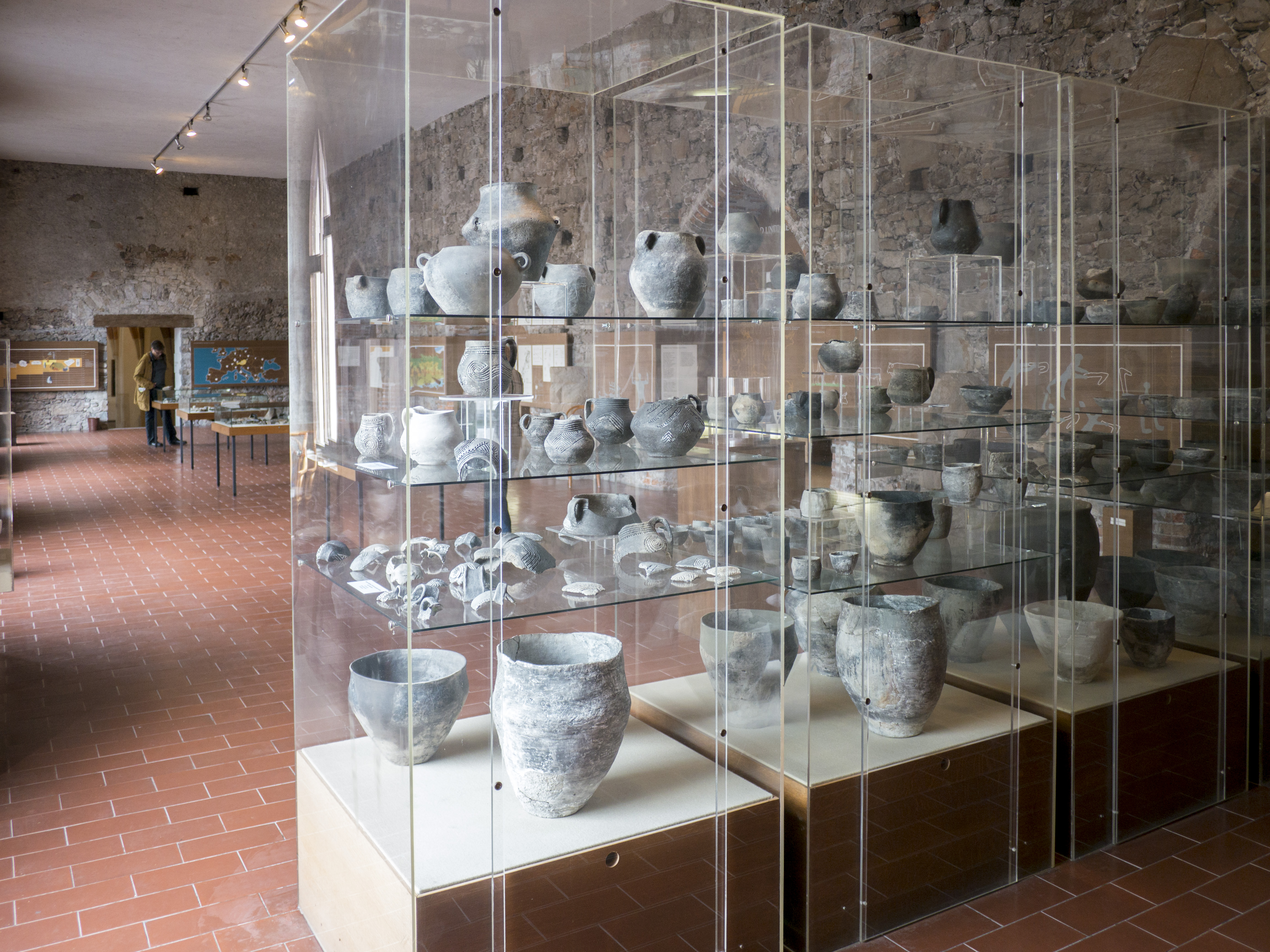
Poteries
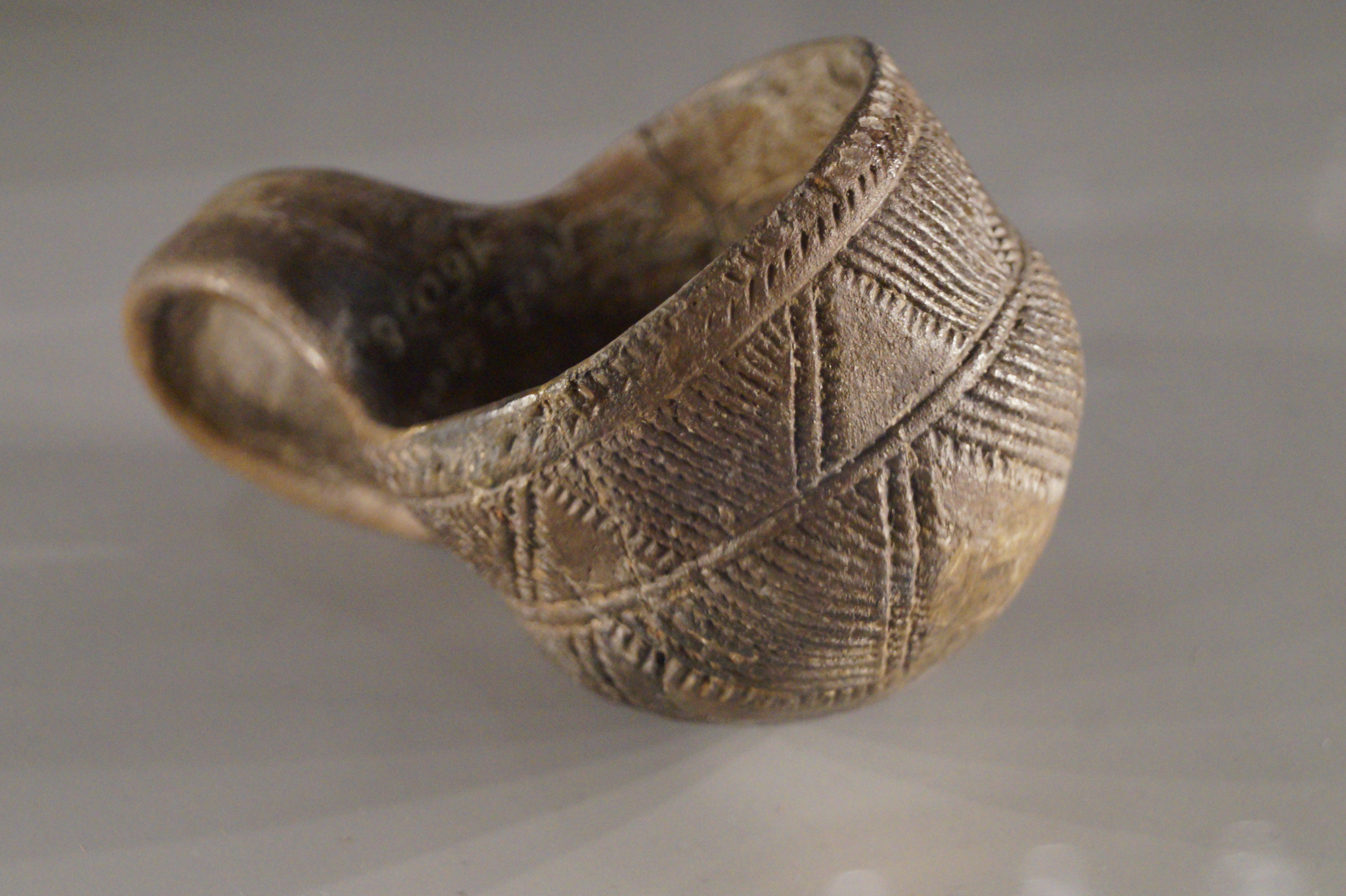
Tasse à gravure en sillons

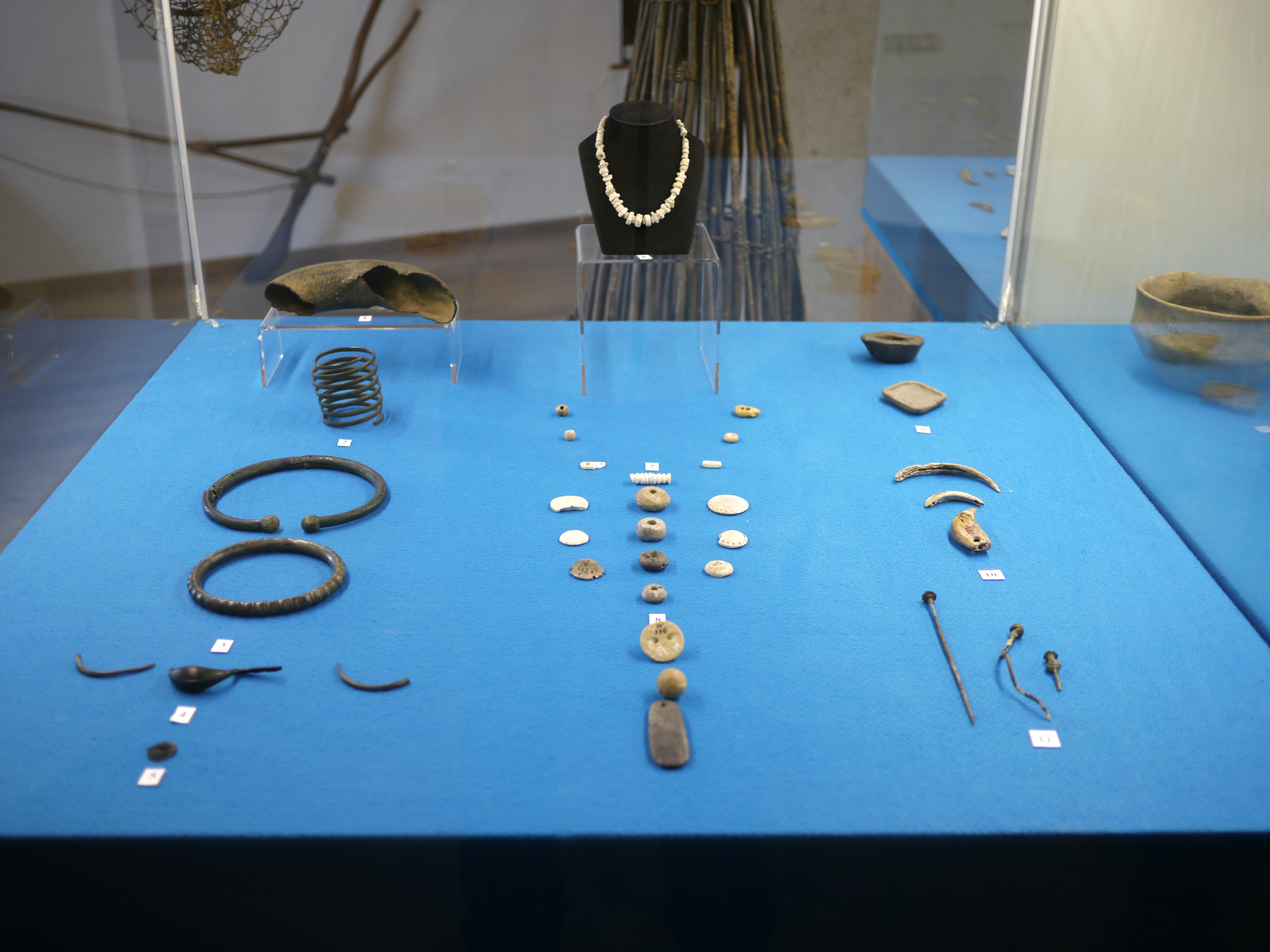
Ornements
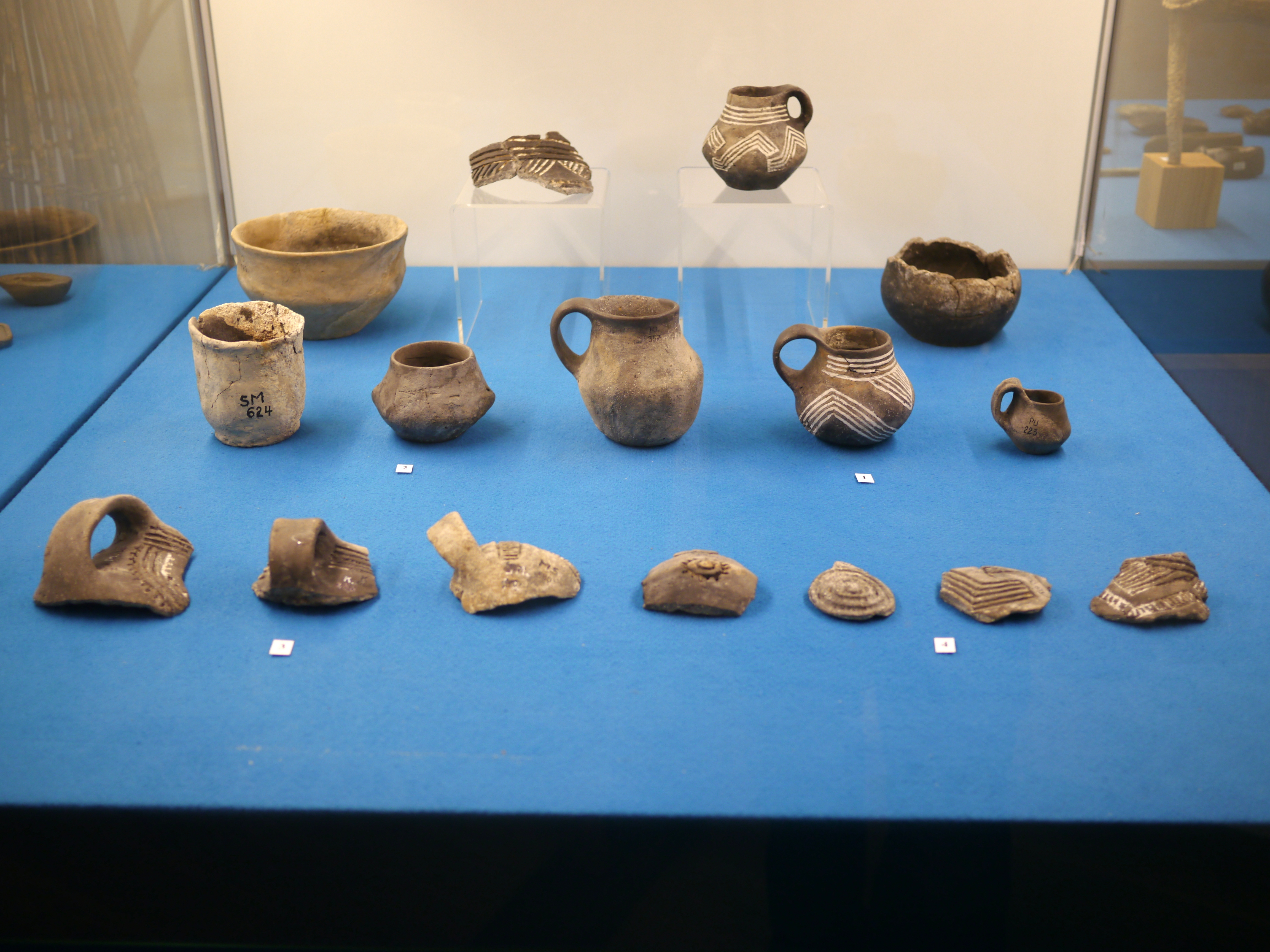
Poteries
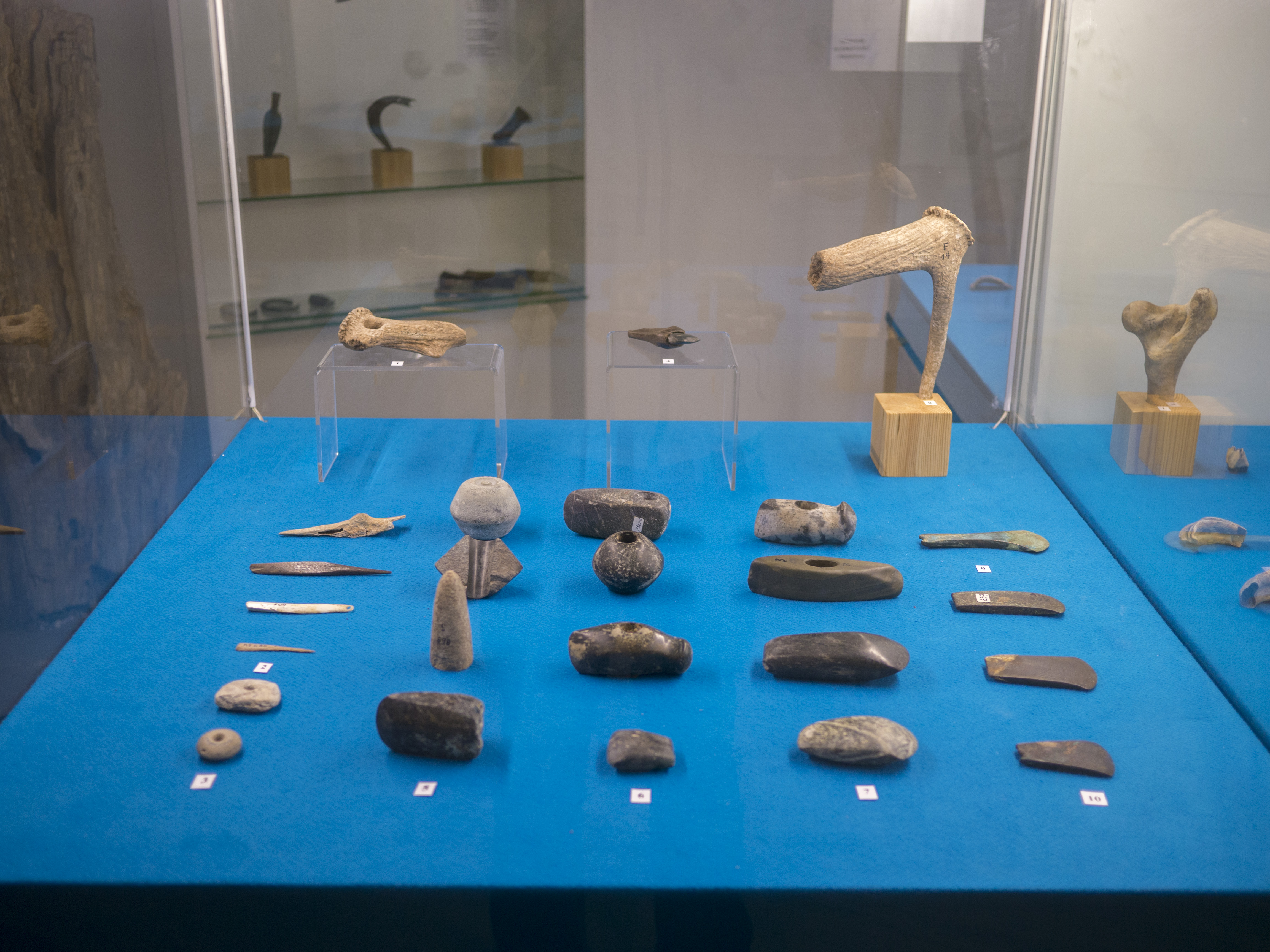
Outils